# كيث فولكنور
كيث فولكنور (بالإنجليزية: Ion Keith-Falconer) (1856 - 1887 م) هو مستشرق ومبشر إنكليزي.
عُيّن أستاذاً في كرسي لورد ألمونر سنة 1886 م.